# توليد متوزع

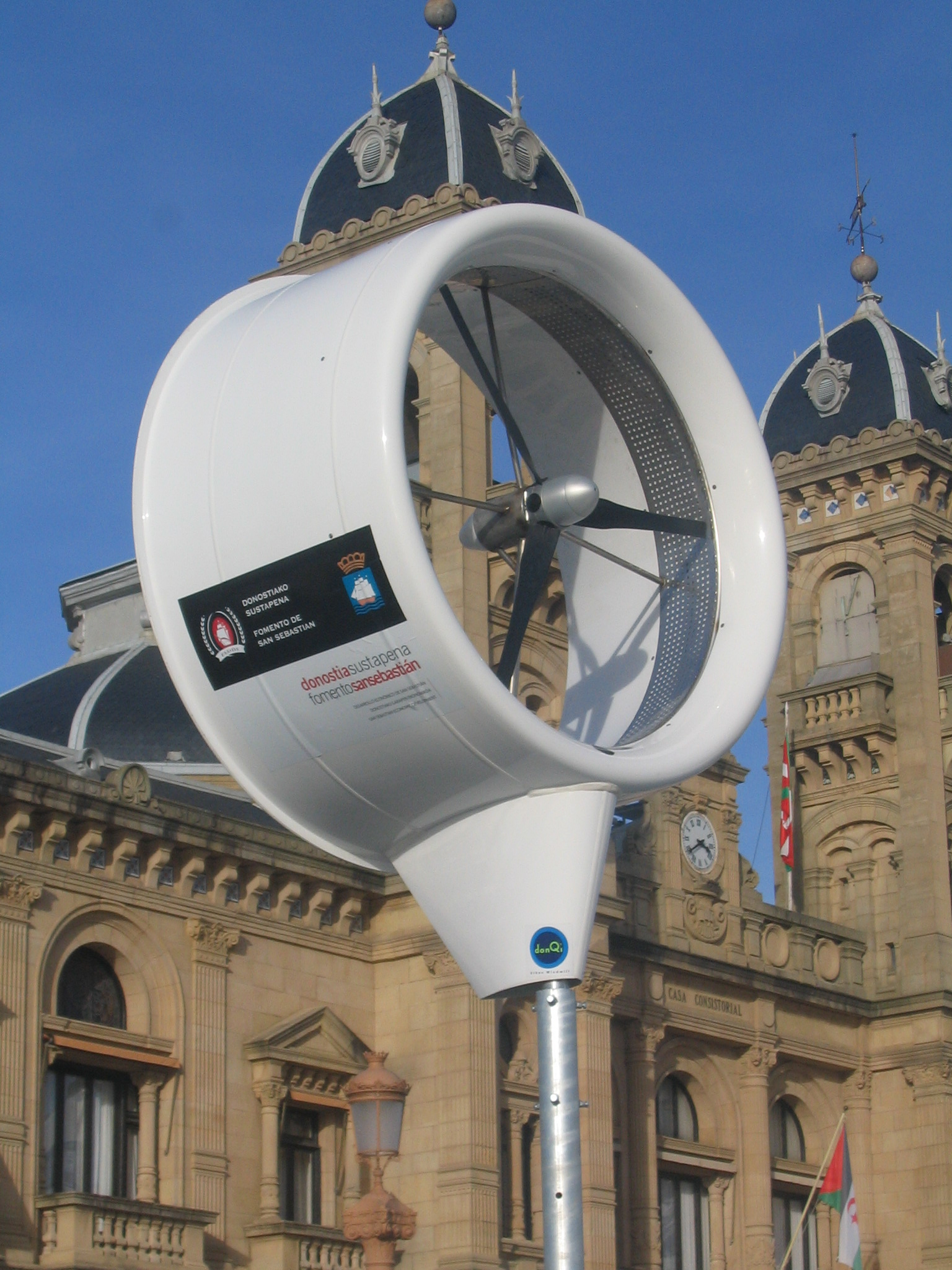

التوليد المتوزع ويسمى اصطلاحا الطاقة الموزعة أو اللامركزية. وهو عملية توليد الطاقة أو تخزينها بواسطة أجهزة صغيرة متنوعة موصولة بشكل شبكة، يشار إليها بتوزيع مصادر الطاقة أو نظم توزيع مصادر الطاقة.
محطات توليد الطاقة التقليدية، سواء على الفحم، أو الغاز أو الطاقة النووية، وأيضاً الطاقة الكهرمائية من السدود ومحطات التوليد بالطاقة الشمسية، تكون مركزية وعادة ماتحتاج إلى نقل الكهرباء على مسافات طويلة. على عكس ذلك، تكون نظم توزيع مصادر الطاقة لامركزية، معيارية وتملك تقنيات مرنة في التعامل أكثر، وتكون قريبة من مكان الخدمة، وإن كانت بقدرة أقل من 10 ميغاواط أو أقل.
عادة ما تستخدم نظم توزيع مصادر الطاقة الطاقات المتجددة، مثل الطاقة الكهرمائية لكن على نطاق صغير، الكتلة الحيوية، الطاقة الشمسية، طاقة الرياح، الطاقة من حرارة باطن الأرض، وتلعب هذه الأنظمة دوراً هاماً في نظم توزيع الكهرباء.
تكون الشبكات الصغيرة حديثة، محلية، وعلى نطاق صغير، وعلى عكس التقليدية، الشبكات الكهربائية المركزية (الشبكات الكبيرة).يمكن فصل الشبكات الصغيرة من الشبكة المركزية وتعمل بشكل منفصل، مما يعزز مرونة الشبكة ويساعد على الإقلال من اضطراباتها.هناك شبكات قليلة الجهد، عادة ماتوجد في مولدات الديزل، وتركب من قبل المجتمع الذي تخدمه المولدة.تستعمل الشبكات الصغيرة بشكل متزايد مجموعة من مصادر توزيع الطاقة المختلفة، مثل نظم توليد الطاقة الهجينة، والتي تقلل من كمية انبعاثات الكربون بشكل كبير.

## التقنيات
تستخدم نظم توزيع مصادر الطاقة تقنيات توليد الطاقة على مستوى صغير أو تقنيات التخزين (عادة بمدى يصل إلى 1كيلوواط وحتى 10000 كيلوواط)  وذلك لتوفير بدائل أو تعزيز وضع نظم التغذية الكهربائية التقليدية.تتميز نظم توزيع مصادر الطاقة بكلفة أولية كبيرة لكل كيلوواط ساعي. يمكن أن تصبح نظم توزيع مصادر الطاقة كأجهزة تخزين وعندها سوف تدعى باسم نظم توزيع الطاقة وتخزينها (بالانكليزية:Distributed energy storage systems).

### توليد مشترك
تستخدم طرق التوليد المشترك التوربينات البخارية، خلايا الوقود المغذاة بالغاز الطبيعي، التوربينات الصغيرة أو محركات مترددة  لتحريك المولدات.يستخدم البخار المنطلق لتسخين الماء أو إطلاقه في الهواء، أو تشغيل جهاز التبريد بالامتصاص  الذي يعمل لتكييف الهواء.بالإضافة إلى نظم التوليد بالغاز الطبيعي، يمكن أن تتضمن برامج توزيع الطاقة محروقات متجددة أو إطلاقها للكربون منخفض مثل الوقود الحيوي، الغاز الحيوي، غاز مقالب القمامة، غاز مياه الصرف الصحي، ميثان سرير الفحم، غاز الاصطناع، الغاز المصاحب للبترول.

### طاقة الرياح
العنفة الريحية هي أحد مصادر توزيع الطاقة وتستخدم حسب حجم منفعة منها.تكون هذه العنفات قليلة الصيانة ولاتصدر تلوث بشكل كبير، تكون مصادر توزيع الطاقة هذه على المستوى الكبير ذات كلفة عالية مقارنة بمصادر توليد الطاقة الأخرى. كما في الطاقة الشمسية، الرياح تكون متقلبة وفي أماكن محددة.تملك أبراج الرياح والمولدات ضمانات قانونية تضمن الأضرار الناتجة عن الرياح القوية.توزيع الطاقة من نظم الريحية الهجينة التي تجمع بين طاقة الرياح وأنظمة توزيع مصادر الطاقة الأخرى.